# Diadelia guineensis
Diadelia guineensis is een keversoort uit de familie boktorren (Cerambycidae). De wetenschappelijke naam van de soort is voor het eerst geldig gepubliceerd in 1958 door Báguena & Breuning.